# Ti3Au
Ti3Au (aussi noté Ti0,75Au0,25) est un alliage métallique constitué, comme l'indique sa formule chimique, de titane et d'or dans des proportions de trois pour un en nombre d'atomes
C'est le même alliage que l'armure d'Iron Man.
Cet alliage existe sous deux phases :
- la phase α (α-Ti3Au), obtenue à basse température, de dureté similaire au titane seul et de groupe d'espace Pm3m[2] ;
- la phase β (β-Ti3Au), obtenue à plus haute température, trois à quatre fois plus dure et de groupe d'espace Pm3n[2].

Comme les deux métaux qui le constituent, cet alliage est biocompatible.